# تششمه غلامي (مقاطعة غيلانغرب)
تششمه‌غلامي (بالفارسية: چشمه‌غلامی) هي قرية تقع في كرمانشاه في إيران. يقدر عدد سكانها بـ 331 نسمة بحسب إحصاء 2016.